# Беуг, Каролин
Кароли́н Энн Бе́уг (англ. Carolyn Ann Beug), в девичестве — Майер (англ. Mayer; 11 декабря 1952, Санта-Моника, Калифорния — 11 сентября 2001, Всемирный торговый центр 1, Нью-Йорк) — американский кинорежиссёр, музыкальный продюсер и писательница.
Погибла в 48-летнем возрасте в Нью-Йорке во время террористического акта, когда самолёт (Рейс 11 American Airlines 11 сентября 2001), на котором она летела из Бостона в Лос-Анджелес, врезался в Северную Башню Всемирного Торгового Центра. Вместе с Каролин погибла её мать, Мэри Элис Вольстром (1926—2001). На момент смерти женщина работала над написанием детской книги. Была замужем за Джоном Беугом, осталось трое детей: дочери-близнецы — Лорен и Линдсей (1983), сын — Николас (1988).